# Tribunal de Justiça do Estado do Acre

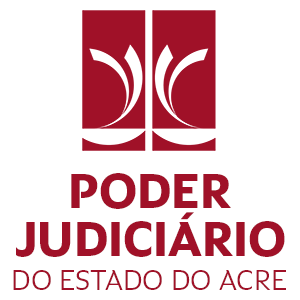

## Tribunal de Justiça do Estado do Acre - TJAC
É  o órgão máximo do Poder judiciário do estado do Acre. Foi instalado após a transformação do Território do Acre em Estado, em 15 de junho de 1963.
No dia 15 de junho de 2023 o Poder Judiciário do Acre completa 60 anos de instalação. Cresceu junto com o Estado do Acre. Nessas seis décadas milhares de pessoas buscaram justiça para a resolutividade de seus litígios e para isso, tantas outras colaboraram/colaboram para garantia dessa justiça almejada ajudando a construir a história do Poder Judiciário acreano.

## Memória do Judiciário

Palácio da Justiça - Centro Cultural do Tribunal de Justiça do Estado do Acre (TJAC)

Preservar e dar acesso à memória do Poder Judiciário Acreano aproximando a Corte de Justiça da comunidade, de estudantes e pesquisadores, ratificando a visão de “Ser reconhecido pela agilidade e qualidade na prestação de serviços judiciários e sociais para o Estado do Acre” transformando-se em o melhor Poder Judiciário Estadual da Amazônia.

### Importância da Memória
O Tribunal de Justiça é o maior depositário da história do Acre. Pode ser que haja algum exagero nesta afirmação, mas o fato é que os milhares de processos espalhados nos diversos arquivos das Comarcas de todo o Estado guardam as histórias de um povo, seus conflitos, anseios,  angústias e apreensões.A nossa justiça, afinal, nasceu com o segundo decreto do espanhol e fundador do Estado Independente do Acre, Luiz  Galvez. No mesmo dia em que ele proclamou independência do Acre instituiu a justiça civil e criminal que se regeria, segundo suas próprias palavras, pelas leis brasileiras até que o Congresso Constituinte do Estado Independente do Acre viesse a se reunir para elaborar as leis da República nascente.
A República de Galvez não teve vida longa. Ele foi deposto do poder, definitivamente, por tropas brasileiras que, em seguida, devolveram o Acre à Bolívia. Do período de governo de Galvez é bem provável que tenha sido instaurado alguns processos, contudo, deles não temos notícias à falta de pesquisa. Os nossos arquivos estão repletos de processos que contam histórias ocorridas na Revolução Acreana, por exemplo. Nos arquivos da Comarca de Rio Branco, há uma ação em que o seringalista e revolucionário cel. Joaquim Victor, dono de seringal Bom Destino, cobra do Governo Federal o débito de dezenas de toneladas de borracha que teve que se desfazer para bancar as despesas com a movimentação da tropa de Plácido de Castro.
Nossos arquivos guardam o processo que apurou a morte de Plácido de Castro, em que o indiciado, Coronel Alexandrino, não chegou a ser julgado porque antes mesmo de ser formalmente denunciado veio a ser assassinado num seringal, no interior da Bolívia. Outro processo que dorme intocado e desafia a inteligência dos pesquisadores é o testamento (nuncupativo) em que o herói da revolução acreana, Plácido de Castro, fez ditar enquanto agonizava em seu leito de morte dispondo sobre os seus bens e reclamando que havia tido tantas oportunidades para morrer lutando quis o destino que fosse alvejado por tiros de espingarda, numa emboscada em que não pode se defender.
Outro dia mexendo nos arquivos da comarca de Cruzeiro do Sul nos deparamos com uma volumosa ação em que um proprietário de um navio, de Belém, cobrava do Governo Federal os prejuízos com uma ação militar protagonizada pelo fundador da cidade de Cruzeiro do Sul, o Marechal Gregório Thaumaturgo de Azevedo que interceptou um navio comercial que navegava pelo Juruá e o encheu de soldados brasileiros para expulsar a forças peruanas que se estabeleceram na foz rio Amônea.
Há muitos outros processos que estão a desafiar historiadores, estudantes e pesquisadores em geral, como aquele que apura o assassinato de Solon Cunha um dos filhos do escritor Euclides da Cunha que após o assassinato do pai deixou o Rio de Janeiro resolveu vir para o Acre mais precisamente para Tarauacá onde foi nomeado Delegado de Polícia e ao se dirigir ao seringal Miraflores, as margens do rio Jurupari, em Feijó, para prender uns seringueiros foi assassinado num duelo que também matou o seu algoz.
Outro processo histórico, com dez volumes, rico em detalhes, foi aquele em que apurou e julgou os assassinos do líder sindical e ecologista Chico Mendes. Com a digitalização desses processos, que já teve inicio, em breve, os centros culturais do Tribunal de Justiça poderão subsidiar escritores, pesqu
isadores e estudantes fornecendo-lhes um vasto material que, em forma de conflito,  mostram como era o dia-adia de nossa sociedade.
Não bastassem os processos históricos, o que já justificaria a existência dos centros culturais, há também móveis e utensílios que marcaram época, como aqueles usados pelos Tribunais de Apelação de Sena Madureira (.1907/1917) e Cruzeiro do Sul (193/1917) que compõem o acervo histórico do Tribunal de Justiça do Acre. Foi pensando em como dispor desse vasto material do qual somos depositários que o Tribunal decidiu criar dois centros culturais. Um em Rio Branco, no Palácio da Justiça em que por muitos anos foi a sede do Tribunal e o outro em Cruzeiro do Sul, prédio este que foi sede da prefeitura Departamental do Alto Juruá e sede do Tribunal de Apelação. Sede do primeiro Fórum da Comarca de Cruzeiro do Sul.
Os dois Centros Culturais, guardiões da Memória Institucional, são abertos ao público de segunda a sexta feira.
Fonte: Importância da Memória - TJAC

## Presidentes do TJAC
- Des.Paulo Ithamar Teixeira 1963 – 1969
- Des. Mário Strano 1969 – 1670
- Des. Paulo Polly Nepomuceno 1971 – 1974
- Des. Jorge Araken Faria da Silva 1974 – 1975 e 1984 – 1985
- Des. Jáder Barros Eiras 1975 – 1977
- Des. Fernando de Oliveira Conde 1977 – 1979
- Des. Carlos Alves Cravo 1979 – 1980
- Des. Lourival Marques de Oliveira 1980 – 1983
- Des. Nielse Gonçalves Mouta 1983 – 1984
- Des. Minervino Bezerra de Farias 1985 – 1987
- Des.ª Eva Evangelista de Araújo Souza 1987 – 1989
- Des. Wanderley Nonato de Oliveira 1989 – 1990
- Des. Lourival Alves da Silva 1990 – 1991
- Des.ª Miracele de Souza Lopes Borges 1991 – 1993
- Des. Eliezer Mattos Scherrer 1993 – 1995
- Des. Jersey Pacheco Nunes 1995 – 1997
- Des. Gercino José da Silva Filho 1997 – 1999
- Des. Francisco das Chagas Praça 1999 – 2001
- Des. Arquilau de Castro Melo 2001 – 2003
- Des. Ciro Facundo de Almeida 2003 – 2005
- Des. Samoel Martins Evangelista 2005 – 2007
- Des.ª Izaura Maia 2007 – 2009
- Des. Pedro Ranzi 2009 – 2011
- Des. Adair Longuini 2011 – 2013
- Des. Roberto Barros 2013- 2015
- Des.ª Cezarinete Angelim 2015 – 2017
- Des.ª Denise Bonfim 2017 – 2019
- Des.ª Waldirene Cordeiro
- Des. Francisco Djalma 2019 – 2021
- Des.ª Waldirene Cordeiro 2021 – 2023
- Des.ª Regina Ferrari 2023 - 2025
- Des. Laudivon Nogueira 2025 - Atual